# ژاک دوکن
ژاک دوکن (فرانسوی: Jacques Duquesne‎؛ زادهٔ ۲۲ آوریل ۱۹۴۰) بازیکن فوتبال اهل بلژیک بود.
وی همچنین در تیم ملی فوتبال بلژیک بازی کرده‌است.